# Gajlik
Gajlik (Gajlek) – jezioro na Pojezierzu Wschodniosuwalskim, w gminie Sejny, w powiecie sejneńskim, w województwie podlaskim. Powierzchnia zbiornika wynosi 16 ha, maksymalna głębokość 6,9 m, przy średniej 3 m.
Głęboczek usytuowany jest w południowej części jeziora.
Roślinność wynurzona porasta strefę litoralu na całej długości do 1,6 m głębokości, a zanurzona porasta całą misę dna jeziora do 3,2 m głębokości.